# كرار نبيل
كرار نبيل حسين الجنات (مواليد 1 يناير 1998)، لاعب كرة قدم عراقي يجيد اللعب في مركز الوسط مع نادي القوة الجوية في الدوري العراقي الممتاز.

## المسيرة الدولية
في 26 مارس 2019، لعب كرار نبيل أول مباراة دولية له ضد منتخب الأردن في بطولة الصداقة الدولية لعام 2019.